# Hrotsvitha
 Gandersheimi Hrotsvitha (németül: Hrotsvitha von Gandersheim), más írásmóddal Hrotswitha, Hrotsuitha, Hrotswit, Hrosvite (935 körül – 1002 körül) latin nyelven író középkori német apáca, misztériumjáték-író és költő.

## Élete és működése
Szászországban született szász nemesi családban. Kolostorba vonult Gandersheimben, ahol jó viszonyba került a királyi családból származó Gerberga apátnővel, Madarász Henrik leányával, I. Ottó német-római császár húgával. Rikkardis nevű társával tanulva Hrotsvitha nagy műveltségre tettek szert.
Hrotsvitha műveit három kötetbe osztotta. Az első könyvben verses legendák kaptak helyet, a másodikba kerültek a misztériumjátékai, míg a harmadik könyvet alkotó Gesta Odonis, I – II. Ottóhoz írt versei, valamint a Primordia Coenobii Gandershemensis saját korának eseményeit örökíti meg.
Bár az terjedt el a köztudatban, hogy a kora középkori irodalomban az egyházi és keresztény tartalom dominált, a valóságban azonban nem lehet elfeledkezni arról, hogy az ókori művek - ideérte kifejezetten pikáns és világias témájú írásokat is – végső soron az egyházi személyek másolómunkájának köszönhették a túlélésüket. Emiatt érdemes feltételezni egy világiasabb árnyalatú irodalom meglétét is. Hrotsvitha saját bevallása szerint ugyanis azért írta misztériumdrámáit, keresztényi tárgyú darabjait, hogy ezzel leszoktassa apácatársait Terentius ókori komédiaköltő műveiről. Darabjaiban – mint az a hozzájuk írt előszavaiból kiderül – olyan történeteket ad elő, melyekben a „gyönge nő marad a győztes, míg a durva férfierő megszégyenül”. Szerb Antal szerint nem sok sikerrel járt törekvésében, mivel Terentius számos kéziratban túlélte a középkort, míg Hrotsvitha csak egyben. Ezt a kéziratot Conrad Celtes fedezte föl és adta ki 1501-ben.
Magyarországon egy ismeretlen szerző lefordította Dulcitius című darabját Három keresztény leán címen, amit a Sándor-kódex őrzött meg. A darabban három keresztény leány (Agapé, Irena, Chionia) Diocletianus császár keresztényüldözése alatt visszautasítja, hogy a pogány isteneknek mutasson be áldozatot. Erre a császár főemberét, Dulcitiust arra utasítja, hogy zárja őket tömlöcbe. Ez így is tesz, de szerelemre gyullad a lányok iránt. Éjszaka belopódzik hozzájuk, de csak összekeveri a lányokat a tömlöcben lévő nagy edényekkel és csak a korsókat ölelgeti féktelen szerelmében. Egészen összemocskolódva Dulcitius másnap megrémíti az őröket, akik azt hiszik, hogy az ördög jelent meg nekik, majd a koszos Dulcitius megpróbál bejutni a császárhoz, sikertelenül. Ekkor megparancsolja, hogy a leányokat vetkőztessék le és állítsák ki a piactérre – ez azonban nem sikerül. Az Úr így megmenti a leányok szüzességét és becsületét, de életüket nem: mindhárman mártírhalált halnak.
Ábrahám című darabjának tárgya pedig az idős próféta, aki sikeresen megtérít egy kurtizánt, akivel azonban szerelembe esik, így maga jut kárhozatra. Hrotsvitha Paphnutius című műve inspirációul szolgált Anatole France Thaisz című művéhez, melyben a kurtizán Thaiszt Paphnutius egyiptomi keresztény szerzetes sikeresen téríti meg a keresztény hitre, azonban szerelemre gyulladván a nő iránt megtagadja hitét, és ezért még életében vámpírrá változik.

## Részlet
VIII. jelenet
Katonák: „Hiába vesződünk, hiába küszködünk. Mert biz’ a ruházat a szűzi testükre, mint a bőr, úgy tapad. De nini, őmaga, ki minket ezek levetkőztetésére kényszerített, mellettünk elaludt ültében, s nem tudja álmából felrázni senki sem. Rajta, a császárhoz siessünk, és neki, mi történt, mindent elbeszéljünk.

## Művei magyarul
- Hrotsuitha Dulcitiusának régi magyar fordítása; eredetivel együtt kiadta Katona Lajos; Athenaeum Ny., Bp., 1901
- Három körösztyén leány. Az első magyar nyelvű dráma; szerk. Dömötör Adrienne, latin ford., jegyz. Szentgyörgyi Rudolf; Balassi, Bp., 2018
- Világirodalmi antológia, II. kötet. Tankönyvkiadó, Budapest, 1952. 303-304. old.
- Illatos kenőcsök háza. A középkori latin költészet gyöngyszemei. Kalligram, Pozsony, 2000.
- Fináczy Ernő:  A középkori nevelés története. – Vezérfonal egyetemi előadásokhoz – Budapest (1914; 1926; 1985). ISBN 963 02 3492 0 210-214. old.

### Szakirodalom
- Szerb Antal: A világirodalom története
- Világirodalmi antológia, II. kötet. Tankönyvkiadó, Budapest, 1952. 303-304. old.